# 罪行绘图
罪行绘图（英語：crime mapping）又称犯罪地图、犯罪绘图、犯罪制图，是指执法机构分析人员針对犯罪活动模式进行的可視化地图绘制，罪行绘图透過搜集案件的基本資料，包括案件類別、時間、地點及精簡內容等，作為罪案趨勢分析，再透過不同的模式以電子地圖顯示，包括經過罪案熱點分析及道路範圍罪案分析，令到各區域各類類罪案的嚴重程度一目了然，有幫助於制訂更準確的防止及偵查罪案策略。
罪行绘图於21世纪初期起使用，英國及香港等先進警察國家/城市或者地区均有使用。